# Jackie (Blue Zone-dal)
A Jackie című dal a brit Blue Zone 1988-ban megjelent kislemeze a Big Thing című stúdióalbumról. A dal producere Paul Staveiey O'Duffy és Ric Wake voltak. A kislemez nem jelent meg az Egyesült Királyságban. Észak-Amerikában 1988. július 26-án jelent meg, és a Billboard Hot 100-as listán az 54. helyezést érte el. A kislemez 1988 szeptemberében jelent meg Európában, és decemberben Ausztráliában. 1989 elején Japánban is megjelent. Svédországban a 19. helyezést érte el a dal a slágerlistán. A kislemezre felkerült a "There Was I" és a "Chance It" című dalok, melyek albumon nem szerepelnek. 2003-ban a "There Was I" felkerült Lisa Stansfield The Complete Collection című válogatás albumára is. A dalhoz Rick Wake (Wake Up Mix), és Paul Stanley O'Duffy (Shotgun Scream Mix) készített remixeket. A dalhoz videoklip is készült.

## Számlista
Ausztrál/Európai 7" kislemez
1. "Jackie" – 3:27
2. "There Was I" – 4:30

US 7" single
1. "Jackie" – 3:27
2. "Chance It" – 3:45

Európai 12" single
1. "Jackie" (Wake Up Mix) – 7:00
2. "Jackie" (Shotgun Scream Mix) – 5:00
3. "There Was I" – 4:30

US 12" single
1. "Jackie" (Extended Dance Mix) – 7:02
2. "Jackie" (Single Version) – 3:27
3. "Jackie" (Instrumental) – 6:54
4. "Chance It" – 3:45

Ausztrál 12" single / Európai CD single
1. "Jackie" – 3:27
2. "Jackie" (Wake Up Mix) – 7:00
3. "Jackie" (Shotgun Scream Mix) – 5:00
4. "There Was I" – 4:30

Európai mini CD single
1. "Jackie" – 3:27
2. "Jackie" (Wake Up Mix) – 7:00
3. "There Was I" – 4:30
4. "Chance It" – 3:45

## Slágerlista
| Slágerlista (1988–89)               | Legjobb helyezések |
| ----------------------------------- | ------------------ |
| Australia (ARIA)                    | 99                 |
| Svédország (Sverigetopplistan)      | 19                 |
| US Billboard Hot 100                | 54                 |
| US Hot Dance Club Songs (Billboard) | 37                 |

## Feldolgozások
1998-ban az ausztrál énekesnő Joanne a Blue Zone verzióból átvett hangminták felhasználásával vette fel saját változatát, mely Ausztrálisában a 3., míg Új-Zélandon az 5. helyezést érte el a slágerlistán. A dal 1999-ben ARIA díjat nyert, két évvel később a dal 2001-es remixe került fel a "Do not Disturb" albumára.
A dalt a Joanne féle változattal egyidőben megjelentette a szintén ausztrál Redzone nevű zenekar is. A dal a 37. helyezést érte el az ausztrál kislemezlistán.